# سنكارية
يشير مصطلح السنكارية في بعض الأحيان إلى الاتجاه الأيدولوجي اليساري داخل سياسات بوركينا فاسو، وهي دولة غير ساحلية تقع في غرب إفريقيا، ويشير المصطلح أيضًا إلى سياسات الحكومة العسكرية بقيادة الزعيم توماس سانكارا. وصل سانكارا إلى السلطة فيما كان يُعرف آنذاك باسم جمهورية فولتا عسكرية عن طريق انقلاب عسكري حظي بالدعم الشعبي، وحكم البلاد حتى اغتياله في انقلاب عسكري بقيادة بليز كومباوري عام 1987.
يوجد تنافر سياسي قوي بين الحركات التي تنسب إلى إرث سانكارا السياسي ومُثله، وهي حقيقة وصفها السياسي المعارض البوركينابي بينيويندي ستانيسلاس سانكارا عام 2001 بأنها «ترجع إلى عدم وجود تعريف للمفهوم». تضم حركات «السنكاريون» الشيوعيين والاشتراكيين الأكثر اعتدالًا وحتى القوميين والشعبويين.

## التاريخ
حاول سانكارا، وهو محارب قديم معروف بحضوره وموهبته، إحداث ما أسماه «بالثورة الديمقراطية والشعبية» في اثناء فترة سلطته، وركزت تلك الثورة على تغيير المجتمع جذريًا مع التركيز على تحقيق الاستدامة الذاتية. شُكلت عدد من المنظمات لتنفيذ تلك الثورة كلجان الدفاع عن الثورة والمحاكم الثورية الشعبية ورواد الثورة. أُجريت العديد من الإصلاحات في بروكينا فاسو، التي أعيد تسميتها حديثًا بين عامي 1983 و1987، كبرامج التطعيم الجماعي وإعادة زراعة الغابات والقضاء على المناطق العشوائية من خلال مشاريع الإسكان الجديدة وتطوير البنية التحتية الوطنية كشبكات السكك الحديدية. لم تُنفذ معظم هذه الإصلاحات بسبب الانقلاب العسكري الذي أدي إلى الاطاحة بسانكارا وقتله. وجهت إلى حكومة بوريكنا فاسو قبل وفاته العديد من الاتهامات بانتهاك حقوق الإنسان من منظمة العفو الدولية والمنظمات الدولية الأخرى، وشملت تلك الاتهامات عمليات الإعدام خارج نطاق القضاء والاعتقال التعسفي وتعذيب المعارضين السياسيين.
ظل الإرث الذي خلفه سانكارا حيًا حتى بعد وفاته، ويرجع ذلك على الأرجح إلى الصورة الجذابة التي خلقها لنفسه. يُطلق عليه أحيانًا «تشي جيفارا إفريقيا» بسبب تشابه أسلوبه مع الثوري الأرجنتيني والإلهام الذي استلهمه من الثورة الكوبية، واشتهر سانكارا بمعيشته الاقتصادية، وركوب الدراجات النارية، والعزف على الجيتار، ومعارضته للعبادات الشخصية، وقد ميزته كل تلك السمات عن رجال الدولة الأفارقة المعاصرين. عندما سُئل على سبيل المثال لماذا لا يود تعليق صورته في الأماكن العامة كعادة غيره من الزعماء، أجاب بأنه «يوجد سبعة مليون توماس سانكارا». كان سانكارا من الناحية الأيدولوجية مؤمن بالوحدة الإفريقيًا ومعاديًا للاستعمارية، وسعى إلى استعادة الهوية الأفريقية الخاصة بأمته وعارض الاستعمار الجديد، وعلى الرغم من الاعتقاد بأنه شيوعي بسبب دراسته أعمال كارل ماركس وفلاديمير لينين، فإنه غالبًا ما رفض وضع أيديولوجيته السياسية تحت عنوان واحد باستخدام كل من الأيديولوجيات المسيحية والعلمانية المختلفة لقادة اليسار من أجل تحديد تصرفاته السياسية.
كانت الحركة السانكارية، التي تشكلت في المنفى في باريس بعد أسابيع فقط من اغتيال سانكارا في 15 أكتوبر 1987، واحدة من أولى المجموعات التي توافقت أيديولوجيًا مع مصطلح «السانكارية». أصبحت الأحزاب السياسية والمنظمات الأخرى التي صنفت نفسها على أنها سانكارية منذ ذلك الحين جزءًا من حركة المعارضة في بوركينا فاسو ضد حكومة الرئيس كومباوري. تولى العديد من قادة الحركات السانكارية مناصب في حكومة سانكارا أو المنظمات التي أنشأها. تولى إرنست نونغما ويدراوغو على سبيل المثال، زعيم المؤتمر السانكاري الأفريقي الحالي، منصب وزير الأمن في عهد سانكارا، وتلقى سامسك لي جاه، زعيم حركة مكنسة المواطن، تعليمه السياسي عندما كان مراهقًا في حركة الرواد  
كان للحركات السانكارية دورًا بارزًا في كل من احتجاجات بوركينا فاسو عام 2011 وانتفاضة بوركينا فاسو 2014. نجحت الانتفاضة في الاطاحة بالرئيس بليز كومباوري في أواخر أكتوبر 2014، ما أجبر الزعيم على الاستقالة والهرب من البلاد إلى ساحل العاج وتسبب في استيلاء الجيش على السلطة. كان توماس سانكارا مصدر إلهام كبير للمحجتين، إذ وصل الأمر ببعض المحتجين إلى تسمية الانتفاضة بـ«الثورة 2.0» في إشارة إلى ثورة سانكارا «الديموقراطية والشعبية» خلال الثمانينات. 
يرى المحللين في داخل البلاد وخارجها أن سياسات حكومة بوركينا فاسو أصبحت مرتبطة بسياسات توماس سانكارا منذ انقلاب بوريكنا فاسو سبتمبر 2022 الذي نصب إبراهيم تراوري رئيسًا للدولة. تلقى رئيس الوزراء المؤقت الحالي في بوركينا فاسو، أبولينير جيه كييليم دي تامبيلا، دعوة شخصية من سانكارا للانضمام إلى حكومته، وصرح أبوليتير جيه كييليم منذ ذلك الوقت أن بوركينا فاسو «لا يمكن تطويرها بالانحراف عن المسار الذي رسمه توماس سانكارا». استشهد تراوري بإرث سانكارا في الخطب العامة وتمت مقارنة سياسات الحكومة المتمثلة في الشعبوية وعدم الانحياز الجيوسياسي وتأميم الأصول الأجنبية بسياسات حكومة سانكارا.